# Ravna Reka (gmina Despotovac)
Ravna Reka (cyr. Равна Река) – wieś w Serbii, w okręgu pomorawskim, w gminie Despotovac. W 2011 roku liczyła 276 mieszkańców.